# Hepatitis B
Hepatitis B er en smitsom sygdom forårsaget af hepatitis B-virusen (HBV), som påvirker leveren. Det kan forårsage både akutte og kroniske infektioner. Mange mennesker har ingen symptomer i den første tid efter en infektion. Nogle udvikler en hurtigt udviklende sygdom med opkast, Gulsot, træthed, mørk urin og mavesmerter. Disse symptomer kan ofte vare et par uger, og sjældent har den oprindelige infektion resulteret i dødsfald. Det kan tage 30 til 180 dage før symptomerne begynder. I mennesker der bliver smittet i tiden omkring fødslen, udvikler 90% kronisk hepatitis B, mens mindre end 10% af de smittede, efter at de er fyldt fem gør det samme. De fleste med kronisk sygdom har ingen symptomer, men skrumpelever og leverkræft kan udvikle sig over tid. Disse komplikationer, resulterer i døden i 15 til 25% af patienter med kronisk sygdom.

## Smitteveje
Virusen overføres ved udsættelse for smitsomme blod eller kropsvæsker. Infektion omkring tidspunktet for fødslen eller fra kontakt med andre mennesker i barndommen, er den mest almindelige metode at få hepatitis B  i områder, hvor sygdommen er almindelig. I områder, hvor sygdommen er sjælden er intravenøs stofbrug og seksuel samleje de mest hyppige årsager til infektion. Andre risikofaktorer omfatter: arbejde i sundhedssektoren, blodtransfusioner, dialyse, folk der lever med en inficeret person, rejse til lande hvor infektionen er udbredt, og folk der bor på  institution. Tatovering og akupunktur førte til et betydeligt antal tilfælde i 1980'erne, men det er blevet mindre almindeligt med forbedret sterilitet. Hepatitits B-virusen kan spredes ved at holde hænder, dele bestik, kysse, kramme, hoste, nysen, eller amme. Infektionen kan diagnosticeres fra 30 til 60 dage efter eksponering. Diagnosen er typisk gjort ved at teste blod for virusen og antistoffer mod virus. Det er et af fem kendt hepatitis vira: A, B, C, D, og E.

## Bekæmpelse
Infektionen har været forebygget ved vaccination siden 1982. Vaccination anbefales af verdenssundhedsorganisationen i den første dag af nyfødtes liv, hvis det er muligt. To eller tre doser, er nødvendige på et senere tidspunkt for fuld effekt. Denne vaccine virker i 95% af tilfældene. Cirka 180 lande giver vaccinen som en del af deres nationale vaccinationsprogram i 2006. Det anbefales også, at alt blod bliver testet for hepatitis B før transfusion og kondomer bruges til at forebygge infektion. Under den indledende infektion er plejen baseret på symptomerne. I dem der udvikler kronisk sygdom kan antiviral medicin såsom tenofovir eller interferon være nyttige, men denne medicin kan være dyr. Levertransplantation kan undertiden være nødvendig i tilfælde af skrumpelever.
Omkring en tredjedel af verdens befolkning har været inficeret på et tidspunkt i deres liv, herunder 240 millioner til 350 millioner der har kroniske infektioner. Over 750.000 mennesker dør af hepatitis B hvert år. Sygdommen er i dag udbredt i Øst-Asien og Afrika syd for Sahara, hvor mellem 5 og 10% af den voksne befolkning har kronisk Hepatitis B. Antallet af syge i Europa og Nordamerika er mindre end 1%. Hepatitis B var oprindeligt kendt som "serum-hepatitis". Der foregår forsøg der prøver at skabe fødevarer der indeholder HBV-vaccine. Sygdommen kan også påvirke andre store aber på samme måde.

## References
1. 1 2 3 4 5 6 7 8 9 10 11 12 13  "Hepatitis B Fact sheet N°204". who.int. juli 2014. Hentet 4. november 2014.
2. ↑  Raphael Rubin; David S. Strayer (2008). Rubin's Pathology : clinicopathologic foundations of medicine ; [includes access to online text, cases, images, and audio review questions!] (5 udgave). Philadelphia [u.a.]: Wolters Kluwer/Lippincott Williams & Wilkins. s. 638. ISBN 9780781795166.{{cite book}}:  CS1-vedligeholdelse: Flere navne: authors list (link)
3. 1 2 3  "Hepatitis B FAQs for the Public — Transmission". U.S. Centers for Disease Control and Prevention (CDC). Hentet 2011-11-29.
4. ↑  Chang MH (juni 2007). "Hepatitis B virus infection". Semin Fetal Neonatal Med. 12 (3): 160-167. doi:10.1016/j.siny.2007.01.013. PMID 17336170.{{cite journal}}:  CS1-vedligeholdelse: Bruger authors parameter (link)
5. ↑  Thomas HC (2013). Viral Hepatitis (4 udgave). Hoboken: Wiley. s. 83. ISBN 9781118637302.
6. ↑  Pungpapong S, Kim WR, Poterucha JJ (2007). "Natural History of Hepatitis B Virus Infection: an Update for Clinicians". Mayo Clinic Proceedings. 82 (8): 967-975. doi:10.4065/82.8.967. PMID 17673066.{{cite journal}}:  CS1-vedligeholdelse: Bruger authors parameter (link)
7. ↑  Williams R (2006). "Global challenges in liver disease". Hepatology (Baltimore, Md.). 44 (3): 521-526. doi:10.1002/hep.21347. PMID 16941687.{{cite journal}}:  CS1-vedligeholdelse: Bruger authors parameter (link)
8. ↑  Schilsky ML (2013). "Hepatitis B "360"". Transplantation Proceedings. 45 (3): 982-985. doi:10.1016/j.transproceed.2013.02.099. PMID 23622604.{{cite journal}}:  CS1-vedligeholdelse: Bruger authors parameter (link)
9. ↑  Barker LF, Shulman NR, Murray R, Hirschman RJ, Ratner F, Diefenbach WC, Geller HM (1996). "Transmission of serum hepatitis. 1970". Journal of the American Medical Association. 276 (10): 841-844. doi:10.1001/jama.276.10.841. PMID 8769597.{{cite journal}}:  CS1-vedligeholdelse: Bruger authors parameter (link)
10. ↑  Thomas, Bruce (2002). Production of Therapeutic Proteins in Plants. s. 4. ISBN 9781601072542. Hentet 25. november 2014.
11. ↑  Plotkin, [edited by] Stanley A.; Orenstein,, Walter A.; Offit, Paul A. (2013). Vaccines (6 udgave). [Edinburgh]: Elsevier/Saunders. s. 208. ISBN 9781455700905. {{cite book}}: |first1= har et generisk navn (hjælp)CS1-vedligeholdelse: Ekstra tegnsætning (link)